# دریاچه تک‌آمیخته

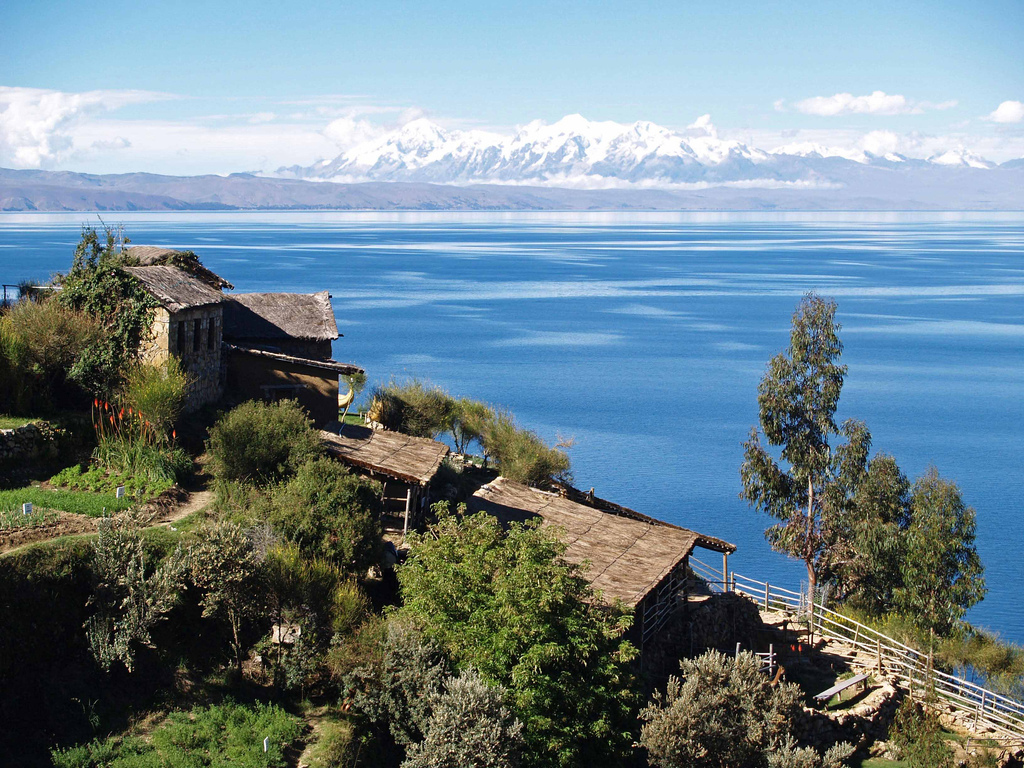
دریاچه تیتیکاکا

دریاچه تک‌آمیخته، دریاچه تک‌چرخشی یا دریاچه منومیکتیک (به انگلیسی: Monomictic lake)، دریاچه سراسرآمیخته‌ای هستند که هر سال در طول یک دوره لایه‌های حرارتی دریاچه از بالا به پایین درهم آمیخته می‌شوند. دریاچه‌های تک‌آمیخته ممکن است به دو نوع سرد و گرم تقسیم شوند.